# Wait (Unix)
A wait a Unix shell beépített parancsa. Arra szolgál, hogy megvárja a shellből háttérben indított program(ok) kilépését, és visszaadja a programok visszatérési értékét. Alakja:
```
wait [ -n ] [ 
id
... ]
```

id akár processz-, akár jobazonosító lehet. A jobs -l beépített utasítás mindkét azonosítót kilistázza.
A processzazonosítót az indított program a kerneltől kapja. Ha a háttérben több programot indítottunk egyszerre (például csővezetékkel összekapcsolva), mindegyik külön processz-számot kap. A processzekről az azonosítón felüli információkat a ps paranccsal lehet lekérdezni.
A jobazonosító egy %-jel utáni szám, melyet a shell ad minden háttér-indításkor. Ha több programot indítottunk egyszerre, a shell processzcsoportnak tekinti, és egyben kezeli őket.
A -n kapcsolónak akkor van jelentősége, ha job id-ket adtunk meg. A wait parancs akkor tér vissza, amikor a felsorolt programok/processzcsoportok bármelyike lefutott, és az első státusával tér vissza. Ha az -n-et nem adtuk meg, akkor mindegyik felsorolt programot/processzcsoportot megvárja, és az utoljára befejeződött visszatérési értékét adja vissza.
Ha nem adunk meg id-t, a shell az összes háttérben indított programot/processzcsoportot megvárja, és 0-t ad visszatérési értékként.

## Program indítása háttérben
Egy programot úgy indíthatunk háttérben, hogy az utasítás és paraméterek után &-jelet írunk. A jel egyúttal utasításhatároló is, így a sorban akár több háttérben indítandó utasítás is lehet.
Ha egy programot indítottunk, a háttérben indított processz azonosítóját a $! shell-változó tartalmazza.
Ha azt akarjuk, hogy a háttérben indított program több utasításból álljon, három lehetőségünk van. Az egyik:
```
prog1
 ; 
prog2
 &
```

A másik: kerek zárójelbe tesszük az indítandó utasítások sorozatát:
```
(

prog1

prog2

)
```

Ez esetben a háttérben indított programok újabb programokat indíthatnak háttérben (a zárójelek egymásba skatulyázhatók). A zárójelbeli utasítások külön shellben hajtódnak végre.
A harmadik lehetőség: az utasításokat külön scriptbe írjuk. (A zárójel ugyanígy működik, csak nincs külön scriptneve.)

## Példa
| A script: sleep 5 & ( sleep 2 ; false ) & MASODIK=$! sleep 8 & sleep 3 & jobs -l wait $MASODIK echo A masodik processz visszateresi erteke: $? jobs -l sleep 3 & echo Megvarjuk, amig az osszes hatterprocessz veget er wait jobs -l | A kimenet:[4] + 6626 Running [3] - 6625 Running [2] 6624 Running [1] 6623 Running A masodik processz visszateresi erteke: 1 [4] + 6626 Running [3] - 6625 Running [2] 6624 Done(1) [1] 6623 Running Megvarjuk, amig az osszes hatterprocessz veget er [2] + 6628 Done [4] + 6626 Done [3] + 6625 Done [1] + 6623 Done |

A kimenet első sorában [4] a job száma (%4-gyel lehet rá hivatkozni). A + a default job a bg és fg utasítás számára (lásd bash, job controll fejezet); %+-szal is lehet rá hivatkozni. (A második sorban a - a default processz kilépése után kijelölt default processz, %--szal is lehet rá hivatkozni.) Ezt követi a processz-szám és a job állapota, Done esetén a visszatérési értékkel, ha azt lekérdeztük.

## Jobon kívüli futtatás háttérben
Az indított program szülője az &-et feldolgozó shell lesz. A program örökli a shell exportált változóit és nyitott fájljait, beleértve stdin-t, stdout-ot és stderr-t. Amikor a shell kilép, HUP (1-es) szignált küld az általa indított programoknak, melyek ettől általában ugyancsak kilépnek (bár megtehetik, hogy másképp kezelik le a HUP szignált).
 A nohup parancs úgy indítja el a paraméterként kapott programot, hogy az hagyja figyelmen kívül a HUP szignált:
```
nohup 
prog
 
param
... &
```

Ezzel elkerülhető, hogy kijelentkezéskor leálljanak a háttérben indított programok. Ha a programnak van a shell stdout-jára vagy stderr-jére írt kimenete, az az indítás könyvtárában a nohup.out nevű fájlba kerül.
 A már jobként indított háttérprogramok utólag is kivehetők a shell job-táblájából, bár ez esetben az stdin, stdout, stderr és a többi nyitott fájl marad az indításkori. A paraméter nélkül kiadott disown utasítás megváltoztatja az utoljára a háttérben indított program szülőjét. Ettől a háttérprogram függetlenedik az indító shelltől, így annak kilépése sem befolyásolja a futását.
A disown utasítás -h kapcsolójával utólag elérhető, hogy a háttérprocessz ne fogadjon HUP szignált. Ilyenkor a szülője marad az indító shell, így a jobs utasítás mutatni fogja, de a shell kilépése után is tovább fut.
A gyakorlatban a disown helyett általában a nohup parancsot használják.